# Područje oko Dobre vode
Područje oko Dobre vode este o arie protejată (sit de importanță comunitară — SCI) din Croația întinsă pe o suprafață de 2.169,26 ha, integral pe uscat.

## Localizare
Centrul sitului Područje oko Dobre vode este situat la coordonatele 43°41′04″N 16°03′19″E / 43.684311°N 16.055202°E.

## Înființare
Situl Područje oko Dobre vode a fost declarat sit de importanță comunitară în iulie 2013 pentru a proteja 4 specii de animale.

## Biodiversitate
Situată în ecoregiunea mediteraneană, aria protejată conține 1 habitat natural: Peșteri inaccesibile publicului.
La baza desemnării sitului se află mai multe specii protejate de  mamifere (4): liliac cărămiziu (Myotis emarginatus), liliacul cu potcoavă a lui blasius (Rhinolophus blasii), liliacul mediteranean cu potcoavă (Rhinolophus euryale), liliacul mare cu potcoavă (Rhinolophus ferrumequinum).